# 内华达州参议院
内华达参议院是美国内华达议会的上议院。内华达州参议院共有21名议员，每届任期2年。内华达州参议院领导人为参议院议长。